# Stromatoveris psygmoglena
Stromatoveris psygmoglena — викопний вид тварин типу петалонами (Petalonamae). Належить до едіакарської біоти, хоча існував пізніше — у кембрійському періоді, 518 млн років. Понад 200 скам'янілих відбитків знайдені у відкладеннях Маотяньшаньської формації у провінції Юньнань. Stromatoveris вів сидячий спосіб життя. Тіло мало пероподібну форму.

## Систематика
Деякий час систематика фосилій на рівні царства була спірною. Вчені, зважаючи на характерну форму тіла, не могли вирішити кому належать відбитки — тваринам, грибам, протистам чи колоніям бактерій. У 2018 році палеонтологи Дженніфер Катхілл (Jennifer Cuthill) з Кембриджського університету і Цзян Хань (Jian Han) з Північно-східного університету провінції Сіань провели філогенетичний аналіз скам'янілостей Stromatoveris і порівняли їх з скам'янілостями інших представників едіакарської біоти і викопними кембрійськими тваринами. Згідно з дослідженням, було визначено, що вид належить до окремої групи тварин, яка знаходиться у філогенетичному дереві між губками та справжніми багатоклітинними тваринами та родинна до сучасних реброплавів.